# Mañana me suicido
 Mañana me suicido  es una película de Argentina en blanco y negro dirigida por Carlos Schlieper según el guion de Enrique González Tuñón sobre el argumento de Schlieper que se estrenó el 16 de septiembre de 1942 y que tuvo como protagonistas a Amanda Ledesma, Alberto Vila y Osvaldo Miranda.

## Reparto
- Amanda Ledesma ... Clara del Valle
- Alberto Vila ... Ernesto Rojas
- Osvaldo Miranda ... Don Julio Menéndez
- Héctor Quintanilla ... Antonio Fernández y Fernández
- Adrián Cúneo ...Giménez
- Carlos Morganti ... Ferrari
- Billy Days ... Betty
- María Esther Álvarez
- Elena Marcó
- Regina Laval
- Chela Alvarado
- Norma del Campo
- Coralito Montes
- Raquel Benítez
- Soledad Marcó (figura como Elena Marcó)

## Resumen
Para conseguir el amor de una famosa cantante, un representante amenaza con suicidarse si no se casa con él, presionada por la culpa ella accede sin sospechar que su nuevo esposo posee demasiados secretos inconfesables.